# Vicariato apostolico di Tierradentro
Il vicariato apostolico di Tierradentro (in latino Vicariatus Apostolicus Tierradentroënsis) è una sede della Chiesa cattolica in Colombia immediatamente soggetta alla Santa Sede. Nel 2022 contava 71.000 battezzati su 76.000 abitanti. La sede è vacante.

## Territorio
Il vicariato apostolico comprende i comuni di Inzá e di Páez nel dipartimento colombiano di Cauca.
Sede del vicariato è la città di Belalcázar, nel comune di Páez, dove si trova la cattedrale di Sant'Antonio.
Il territorio si estende su una superficie di 2.085 km² ed è suddiviso in 10 parrocchie.

## Storia
La missione di Tierradentro fu istituita nel 1903 ed affidata dagli arcivescovi di Popayán ai missionari lazzaristi nel 1905.
La prefettura apostolica di Tierradentro fu eretta il 13 maggio 1921 con il breve Cum in archidioecesi di papa Benedetto XV, ricavandone il territorio dall'arcidiocesi di Popayán.
Il 6 giugno 1994 un terremoto causò 1150 vittime e distrusse il 60% di tutte le infrastrutture della Chiesa.
Il 17 febbraio 2000 la prefettura apostolica è stata elevata al rango di vicariato apostolico con la bolla Sollicitam curam di papa Giovanni Paolo II.
Nel maggio del 2002 il vicario apostolico Jorge García Isaza si vide costretto all'esilio in seguito alle minacce di morte giuntegli da parte dei guerriglieri delle FARC. Fece ritorno nel vicariato dopo un mese e mezzo, ma l'anno successivo presentò al Papa la rinuncia al governo pastorale del vicariato.

## Cronotassi dei vescovi
Si omettono i periodi di sede vacante non superiori ai 2 anni o non storicamente accertati.
- Emilio Larquère, C.M. † (9 novembre 1923 - 3 luglio 1948 deceduto)
  - Sede vacante (1948-1950)
- Enrique Alejandro Vallejo Bernal, C.M. † (27 ottobre 1950 - maggio 1977 ritirato)
- Germán García Isaza, C.M. † (21 luglio 1977 - 18 giugno 1988 nominato vescovo di Caldas)
- Jorge García Isaza, C.M. † (5 maggio 1989 - 25 aprile 2003 ritirato)
- Edgar Hernando Tirado Mazo, M.X.Y. (19 dicembre 2003 - 5 giugno 2015 ritirato)
- Óscar Augusto Múnera Ochoa (5 giugno 2015 - 20 luglio 2024 dimesso)
  - Marco Antonio Merchán Ladino,[1] dal 29 luglio 2024 (amministratore apostolico)

## Statistiche
Il vicariato apostolico nel 2022 su una popolazione di 76.000 persone contava 71.000 battezzati, corrispondenti al 93,4% del totale.
| anno | popolazione | popolazione | popolazione | presbiteri | presbiteri | presbiteri | presbiteri                | diaconi | religiosi | religiosi | parrocchie |
| anno | battezzati  | totale      | %           | numero     | secolari   | regolari   | battezzati per presbitero | diaconi | uomini    | donne     | parrocchie |
| ---- | ----------- | ----------- | ----------- | ---------- | ---------- | ---------- | ------------------------- | ------- | --------- | --------- | ---------- |
| 1950 | 35.950      | 36.000      | 99,9        | 5          | 5          |            | 7.190                     |         |           | 16        |            |
| 1964 | 32.800      | 33.450      | 98,1        | 10         |            | 10         | 3.280                     |         | 12        | 44        | 3          |
| 1968 | 44.100      | 45.000      | 98,0        | 11         |            | 11         | 4.009                     |         | 13        | 47        | 4          |
| 1976 | 44.500      | 45.500      | 97,8        |            |            |            |                           |         | 1         | 52        | 7          |
| 1980 | 45.000      | 48.000      | 93,8        | 12         |            | 12         | 3.750                     |         | 15        | 53        | 9          |
| 1990 | 49.000      | 55.600      | 88,1        | 14         |            | 14         | 3.500                     |         | 16        | 58        | 10         |
| 1999 | 51.200      | 55.000      | 93,1        | 20         | 7          | 13         | 2.560                     |         | 13        | 34        | 12         |
| 2000 | 51.200      | 55.000      | 93,1        | 21         | 8          | 13         | 2.438                     |         | 13        | 32        | 12         |
| 2001 | 50.000      | 55.000      | 90,9        | 19         | 7          | 12         | 2.631                     |         | 12        | 31        | 11         |
| 2002 | 50.000      | 55.000      | 90,9        | 21         | 11         | 10         | 2.380                     |         | 10        | 32        | 11         |
| 2003 | 50.000      | 55.000      | 90,9        | 21         | 11         | 10         | 2.380                     |         | 10        | 32        | 13         |
| 2004 | 50.000      | 55.000      | 90,9        | 15         | 9          | 6          | 3.333                     |         | 7         | 23        | 10         |
| 2010 | 55.500      | 66.500      | 83,5        | 16         | 11         | 5          | 3.468                     |         | 8         | 19        | 10         |
| 2014 | 59.600      | 70.900      | 84,1        | 21         | 16         | 5          | 2.838                     |         | 6         | 13        | 10         |
| 2017 | 64.600      | 70.500      | 91,6        | 20         | 16         | 4          | 3.230                     |         | 4         | 7         | 10         |
| 2020 | 68.400      | 73.600      | 92,9        | 15         | 10         | 5          | 4.560                     |         | 9         |           | 10         |
| 2022 | 71.000      | 76.000      | 93,4        | 16         | 13         | 3          | 4.437                     |         | 7         | 8         | 10         |